# K-551 Vladimir Monomach
Vladimir Monomach (Ryska: АПЛ Владимир Мономах)  är en rysk atomdriven ubåt av Borej-klass (Projekt 955). Den är uppkallad efter den ryske fursten Vladimir II Monomach.
Projektet designades av Rubins designbyrå. Chefsdesigner var Sergej Kovalev. 